# Вудалл, Лео
Лео Винсент Вудалл (англ. Leo Vincent Woodall, род. 14 сентября 1996) ― британский актёр.

## Биография
Вудалл родился в Шепердс-Буш, Западный Лондон. Происходит из семьи актёров, включая его отца Эндрю, отчима и бабушку; его родители познакомились в театральной школе. Является потомком американской актрисы Максин Эллиотт.
Он учился в школе Шене. Хотел заниматься спортом, но выбрал актёрское мастерство после просмотра сериала «Острые козырьки», когда ему было 19 лет. В 2019 году окончил художественную образовательную школу (ArtsEd) со степенью бакалавра искусств по актёрскому мастерству.
Вудалл дебютировал на телевидении в 2019 году, появившись в качестве приглашённого гостя в эпизоде сериала «Холби Сити». Он также снялся в короткометражном фильме «Человек на земле». Летом того же года он получил роль в полнометражном фильме «Кочевник». Съёмки проходили более чем в 20 странах.
Затем Вудалл дебютировал в полнометражном фильме «По наклонной», снятом братьями Руссо. Он сыграл Адриана Ивашкова в сериале «Академия вампиров». Затем присоединился к основному актёрскому составу антологического сериала HBO «Белый лотос» во втором сезоне в роли Джека. Чтобы подготовиться к роли и перенять акцент персонажа, он просмотрел видео с участием телеведущего Джоуи Эссекса. В 2023 году он был признан международной «звездой экрана завтрашнего дня». В 2023 году у него была постоянная роль в сериале Amazon Prime «Цитадель» .
В 2024 году Вудалл снялся в своей первой главной роли Декстера Мэйхью в сериале «Один день», экранизации одноимённого романа Дэвида Николлса на Netflix. Сериал рассказывает историю двух молодых людей, которые становятся лучшими друзьями после платонического романа на одну ночь. Помимо положительных отзывов о сериале, Вудолл получил высокую оценку критиков за свою игру. Эта роль стала крупным прорывом в карьере Вудалла, а сериал стал самым просматриваемым в мире в течение недели с 12 февраля 2024 года. Он набрал 9,9 миллиона просмотров.
В мае 2024 года Вудалл приступил к съёмкам фильма «Бриджит Джонс. Без ума от мальчишки» с Рене Зеллвегер; он сыграл Рокстера, молодого возлюбленного Бриджит. Вудалл также сыграет главную роль в предстоящем триллере Apple TV+ «Главная цель».

## Фильмография
Кино
| Год  | Название                            | Роль               | Примечания |
| ---- | ----------------------------------- | ------------------ | ---------- |
| 2021 | По наклонной                        | Роджерс            |            |
| 2025 | Бриджит Джонс. Без ума от мальчишки | Рокстер            |            |
| 2025 | Настройщик                          | Ники Уайт          |            |
| 2025 | Нюрнберг                            | сержант Хоуи Трист |            |
|      | Кочевник                            | Бен                |            |

Телевидение
| Год  | Название          | Роль           | Примечания                                                                                         |
| ---- | ----------------- | -------------- | -------------------------------------------------------------------------------------------------- |
| 2019 | Холби Сити        | Джейк          | |
| 2022 | Академия вампиров | Адриан Ивашков | 2 серии                                                                                            |
| 2022 | Белый лотос       | Джек           | главная роль (season 2) Won—SAG Award for Outstanding Performance by an Ensemble in a Drama Series |
| 2023 | Цитадель          | Дюк            | 2 серии                                                                                            |
| 2024 | Один день         | Декстер        | 14 серий, главная роль Pending—National Film Award UK for Best Actor in a TV Series                |
| 2025 | Основная цель     | Эдвард Брук    | главная роль                                                                                       |